# Мачитадзе, Василий Георгиевич
Василий Георгиевич Мачитадзе (1903, село Меоре-Обча, Кутаисский уезд, Кутаисская губерния, Российская империя — неизвестно, село Меоре-Обча, Маяковский район, Грузинская ССР) — звеньевой колхоза имени Орджоникидзе сельсовета № 2 села Обча Маяковского района, Грузинская ССР. Герой Социалистического Труда (1950).

## Биография
Родился в 1903 году в крестьянской семье в селе Меоре-Обча Кутаисского уезда. После окончания местной школы трудился в личном сельском хозяйстве. Во время коллективизации вступил в колхоз имени Орджоникидзе Багдатского района (1940—1990: Маяковский район). В послевоенные годы — звеньевой виноградарей в этом же колхозе. За выдающиеся трудовые достижения по итогам работы в 1948 году был награждён Орденом Ленина.
В 1949 году звено под его руководством собрало в среднем с каждого гектара по 101,5 центнера винограда с площади 3,5 гектара. Указом Президиума Верховного Совета СССР от 5 сентября 1950 года удостоен звания Героя Социалистического Труда за «получение высоких урожаев винограда в 1949 году» с вручением ордена Ленина и золотой медали «Серп и Молот» (№ 5676).
После выхода на пенсию проживал в родном селе Меоре-Обча Маяковского района. Дата смерти не установлена.
Награды
- Герой Социалистического Труда
- Орден Ленина — дважды (09.08.1949; 1950)